# Progne chalybea
Progne chalybea là một loài chim trong họ Hirundinidae.